# 흑자체
흑자체(blackletter, 때로는 black letter 또는 black-letter)는 고딕체, 고딕 소문자 또는 고딕 글꼴로도 알려져 있으며, 대략 1150년부터 17세기까지 서유럽 전역에서 사용되었던 문자이다. 덴마크어, 노르웨이어, 스웨덴어에서는 1870년대까지, 핀란드어에서는 20세기 초까지, 에스토니아어와 라트비아어에서는 1930년대까지, 그리고 독일어에서는 1940년대까지 일반적으로 사용되었는데, 1941년에 아돌프 히틀러가 공식적으로 사용을 중단시켰다. 프락투어는 이 종류의 주목할 만한 문자로, 때로는 흑자체의 전체 집합을 프락투어라고 부르기도 한다. 흑자체는 때때로 고대 영어 서체라고 불리기도 하지만, 흑자체보다 여러 세기 앞서 존재했고 인슐라 문자나 푸토르크로 쓰여진 고대 영어와 혼동해서는 안 된다. 이탤릭체 및 로만체와 함께 흑자체는 서양 타이포그래피의 역사에서 주요 글꼴 중 하나로 사용되었다.

## 기원

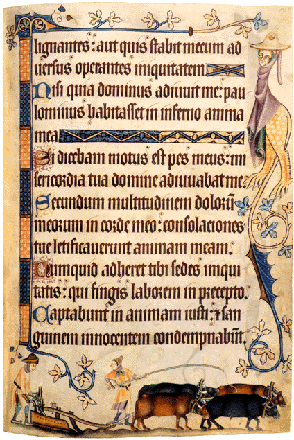
14세기 시편집 (불가타 시편 93:16–21)의 페이지. 흑자체 "sine pedibus 텍스트. 럿트렐 시편집, 대영 도서관.

카롤링거 소문자는 흑자체의 직접적인 조상이었다. 흑자체는 12세기 유럽에서 읽고 쓸 수 있는 사람이 늘어나면서 다양한 주제의 새로운 책들이 필요해지면서 카롤링거체로부터 발전했다. 새로운 중세 대학들이 설립되면서, 이전에는 주로 종교 서적에 사용되던 서체가 아닌, 사업, 법, 문법, 역사 및 기타 분야의 책들을 생산했다.
이 책들은 수요를 맞추기 위해 빠르게 생산되어야 했다. 노동 집약적인 카롤링거체는 읽기 쉬웠지만, 효율적으로 수요를 따라잡을 수 없었다. 그 큰 크기는 필기 재료가 매우 비쌌던 시기에 많은 사본 공간을 차지했다. 이미 11세기부터 다양한 형태의 카롤링거체가 사용되기 시작했고, 12세기 중반에는 새로운 책에 대한 수요를 충족시키기 위해 더 빠르게 쓸 수 있는 명확히 구별되는 형태가 프랑스 북동부와 저지대 국가에서 사용되고 있었다.

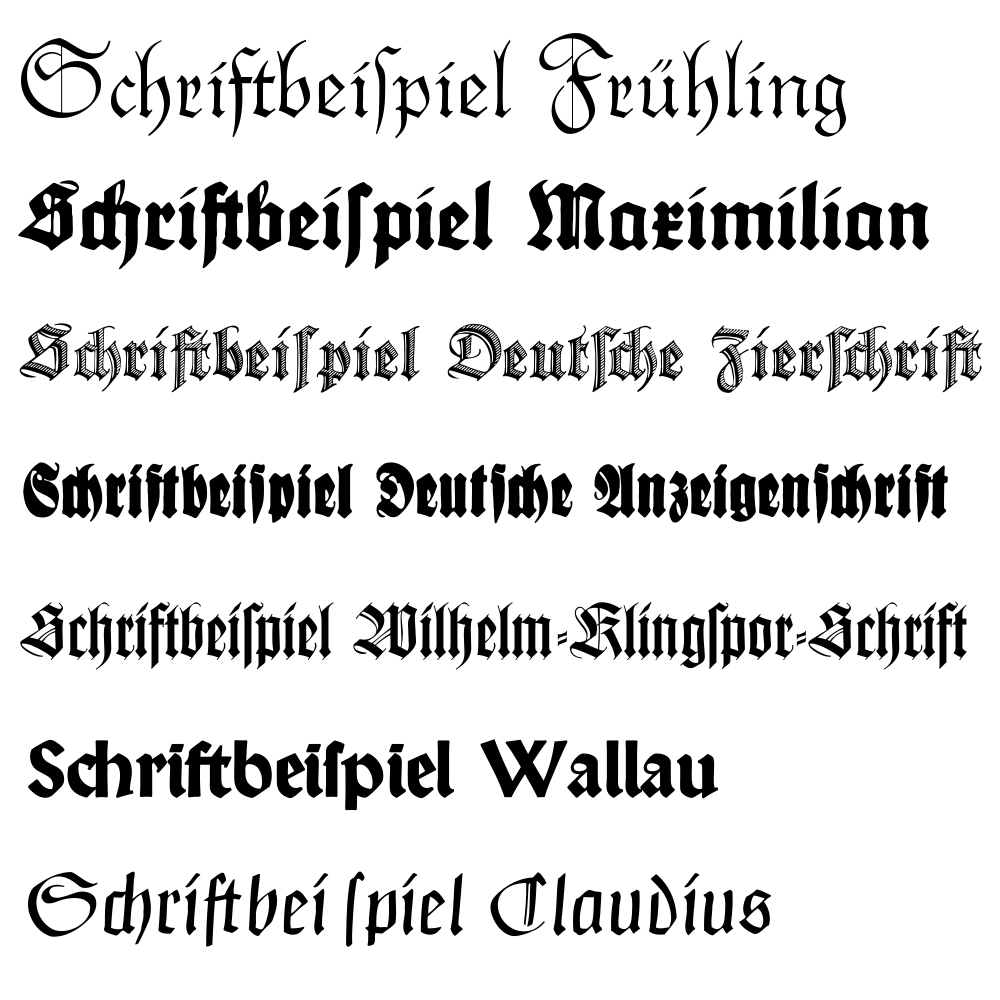
다양한 독일어 흑자체 글꼴
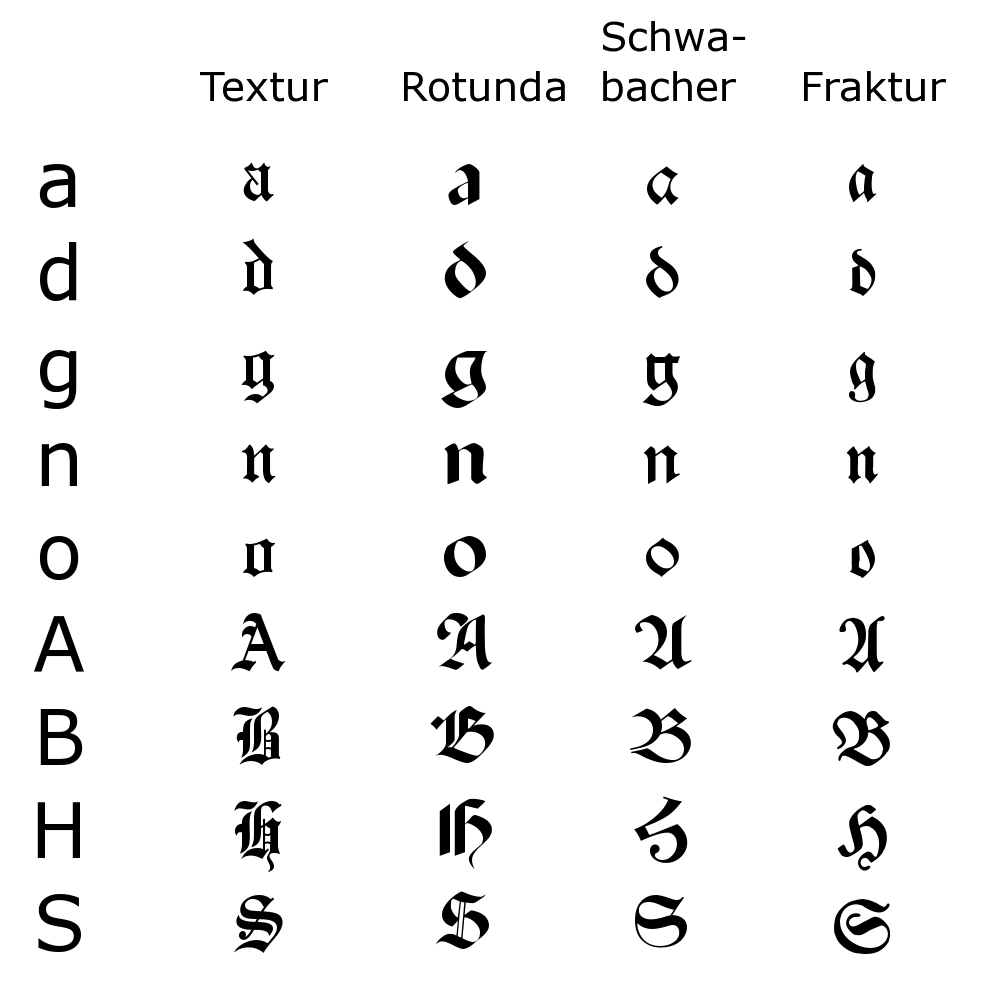
특정 문자의 차이를 강조하는 흑자체 글꼴
현대적인 흑자체 스크립트 해석으로, 여러 시대착오적 글리프(예: 아라비아 숫자, 앰퍼샌드(티로니안 엣 대신), 여러 문장 부호)를 포함하지만, 긴 ⟨s⟩ 및 ⟨r⟩ 로툰다, 서기관 약어 및 합자와 같은 글자 대체는 부족하며, ⟨r⟩와 혼동될 수 있는 ⟨x⟩와 같은 비교적 현대적인 여러 글자 버전을 포함한다.

## 어원

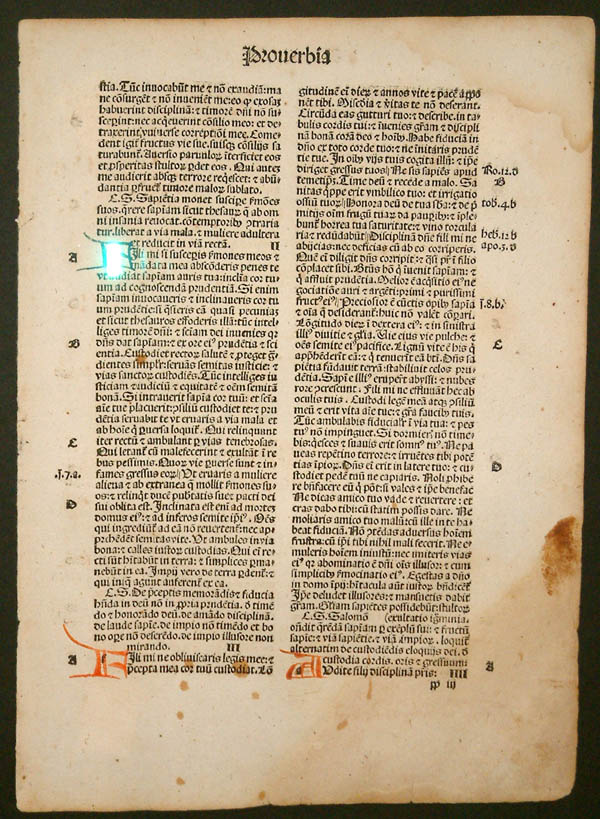
1497년 스트라스부르에서 당시 가장 다작한 인쇄업자 중 한 명인 요하네스 그뤼닝거가 인쇄한 희귀한 흑자체 성경 페이지. 붉은 장 이니셜은 인쇄 후 루브리카가 손으로 썼다.

고딕(Gothic)이라는 용어는 15세기 이탈리아에서 르네상스 한가운데에 이 문자를 묘사하기 위해 처음 사용되었다. 르네상스 인본주의자들은 이 서체를 야만적이라고 생각했고, 고딕은 야만적인 것의 동의어였다. 플라비오 비온도는 그의 저서 "이탈리아 일루스트라타"(1474)에서 게르만족 랑고바르드인이 6세기에 이탈리아를 침략한 후 이 문자를 발명했다고 썼다.
흑자체 형태는 고딕 문자라고 불렸을 뿐만 아니라, 서고트 문자, 베네벤탄 문자, 메로빙거 문자와 같이 야만적으로 보이는 다른 문자들도 고딕이라는 이름이 붙여졌다. 이는 읽기 쉬운 문자인 카롤링거 소문자와 대조되는데, 인본주의자들은 이를 littera antiqua("고대 문자")라고 불렀고, 고대 고대 로마인들이 사용하던 문자라고 잘못 믿었다. 실제로는 카롤루스 대제 시대에 발명되었지만, 그 시대 이후에만 중요하게 사용되었고, 실제로 흑자체의 후기 발전을 위한 기초를 형성했다.
흑자체는 고대 고트 문자와도, 때때로 고딕이라고도 불리는 산세리프 글꼴과도 혼동해서는 안 된다.

## 형태

### 초기 고딕
초기 고딕(또는 원시 고딕)이 언제 탄생하고 사라졌는지 정확히 말하기는 어렵다. 이는 카롤링거 소문자와 고딕 텍스투라 문자 사이의 과도기적인 문자였기 때문이다. 일반적으로 11세기와 12세기에 사용되었다고 말할 수 있다. 대학들이 유럽 전역에 퍼지기 시작하면서, 보다 빠른 필기 기술의 필요성이 이 문자의 발전으로 이어졌다. 카롤링거체의 둥근 형태는 깃펜의 각진 움직임으로 변했고, 글자와 단어 모두 압축되었다.
초기 고딕은 여러 특징으로 구별된다. 이 문자에는 대문자가 없다. 대신 로만 루스틱 대문자, 로만 사각 대문자 또는 언셜체 문자가 사용되었다. 대문자는 대부분 롬바르드 대문자였으며, 보통 밝은 색으로 칠해졌다. 다른 특징으로는 꺾인 어센더, 여러 층으로 이루어진 'a', 표준 'r'과 그릇 모양의 글자 뒤에 사용되는 반쪽 'r' 〈ꝛ〉가 있다. 긴 s 〈ſ〉가 주로 사용되지만, 일부 필사본에서는 짧은 's'의 예도 있다. 문장 부호는 제한적이며, 보통 마침표와 쉼표만 있고, 대개 중간 줄에 위치한다.
문자는 계속 진화하여 점점 더 각지고 수직적이며 압축되어 텍스투라체로 전환되기 시작했다.

### 텍스투라
텍스투알리스(Textualis)는 텍스투라(textura) 또는 "고딕 북핸드"로도 알려져 있으며, 흑자체의 가장 캘리그래피적인 형태였고, 오늘날에는 "고딕"과 가장 연관성이 깊은 형태이다. 요하네스 구텐베르크는 그의 42행 성경을 인쇄할 때 수많은 합자와 일반적인 약어를 포함하는 텍스투알리스 글꼴을 새겼다. 그러나 텍스투알리스는 그 이후로 글꼴에 거의 사용되지 않았다.
네덜란드 학자 헤라르트 리프팅크(Gerard Lieftinck)에 따르면, 흑자체 사용의 정점은 14세기와 15세기에 이르렀다. 리프팅크에게 텍스투알리스의 최고 형태는 고급 필사본에 사용되는 littera textualis formata였다. 일반적인 형태인 littera textualis는 문학 작품과 대학 교재에 사용되었다. 리프팅크의 세 번째 형태인 littera textualis currens는 흑자체의 필기체 형태였으며, 읽기 매우 어려웠고 텍스트 주석과 덜 중요한 책에 사용되었다.
텍스투알리스는 프랑스, 저지대 국가, 잉글랜드, 독일에서 가장 널리 사용되었다. 이 글꼴의 특징은 다음과 같다.
- 카롤링거 소문자의 문자들에 비해 높고 좁은 문자들.
- 일반적으로 둥근 카롤링거체와 달리 날카롭고 직선적이며 각진 선으로 형성된 문자들. 결과적으로, 특히 곡선 문자에서 서로 연결되지 않는 선들로 인해 "끊김"의 정도가 높다.
- 어센더 (⟨b⟩, ⟨d⟩, ⟨h⟩와 같은 문자에서)는 수직이며 종종 날카로운 장식으로 끝난다.
- 활(bow)이 있는 문자(⟨b⟩, ⟨d⟩, ⟨p⟩, ⟨q⟩에서) 뒤에 활이 있는 다른 문자(예: ⟨be⟩ 또는 ⟨po⟩)가 오면, 활이 겹치고 문자들이 직선으로 연결된다 (이를 "물기"라고 한다).
- 관련 특징은 Ꝛ (또는 r rotunda라고도 함)이며, 활이 있는 다른 글자에 붙을 때 ⟨r⟩의 형태이다. 활과 꼬리만 쓰여지고, 이전 글자의 활에 연결된다. 다른 문자에서는 이것이 ⟨o⟩와의 합자에서만 발생했다.
- 유사하게 관련된 것은 활이 있는 글자가 뒤에 올 때 ⟨d⟩ 글자의 형태이다. 그 어센더는 언셜체 ⟨d⟩처럼 왼쪽으로 구부러진다. 그렇지 않으면 어센더는 수직이다.
- ⟨g⟩, ⟨j⟩, ⟨p⟩, ⟨q⟩, ⟨y⟩ 및 ⟨h⟩의 갈고리는 디센더가 있지만, 다른 글자는 줄 아래에 쓰이지 않는다.
- 글자 ⟨a⟩는 직선 등획을 가지며, 상단 루프는 결국 닫혀 숫자 ⟨8⟩과 다소 유사하게 되었다. 글자 ⟨s⟩는 종종 두 활을 연결하는 대각선 선을 가지며, 역시 ⟨8⟩과 다소 유사하지만, 긴 s는 단어 중간에 자주 사용된다.
- 미님은, 특히 글꼴의 후기에는 서로 연결되지 않는다. 이로 인해 ⟨i⟩, ⟨u⟩, ⟨m⟩, ⟨n⟩을 구별하기 매우 어렵다. 14세기에 미님이 초래한 어려움의 예시는 다음과 같다. mimi numinum niuium minimi munium nimium uini muniminum imminui uiui minimum uolunt ("눈의 신들의 가장 작은 마임은 그들의 삶에서 와인의 방어라는 큰 의무가 줄어들기를 전혀 원치 않는다"). 흑자체에서는 이것이 일련의 단일 획처럼 보일 것이다. 결과적으로 점 있는 ⟨i⟩와 ⟨j⟩ (그리고 잠시 ⟨y⟩)가 나중에 개발되었다.[8] 미님은 또한 자체 장식을 가질 수도 있다.
- 이 글꼴은 카롤링거체보다 훨씬 더 많은 필사본 약어를 가지고 있어, 쓰여지는 속도를 높였다.

### 슈바바허
슈바바허는 초기 독일어 인쇄 글꼴에서 많이 사용된 흑자체 형태였다. 20세기까지 간헐적으로 사용되었다. 슈바바허의 특징은 다음과 같다.
- 소문자 ⟨o⟩는 양쪽이 둥글지만, 위와 아래에서 두 획이 각을 이루며 만난다. 다른 소문자들도 유사한 형태를 가진다.
- 소문자 ⟨g⟩는 위쪽에 수평 획이 있어 두 개의 아래쪽 획과 교차한다.
- 대문자 ⟨H⟩는 소문자 ⟨h⟩와 다소 유사한 특이한 형태를 가진다.

### 프락투어
프락투어는 16세기 중반까지 가장 흔한 독일어 흑자체 글꼴이 된 흑자체의 한 형태이다. 그 사용이 매우 흔하여 독일에서는 종종 모든 흑자체 형태를 프락투어라고 부른다. 프락투어의 특징은 다음과 같다.
- 소문자 ⟨o⟩의 왼쪽은 각진 획으로, 오른쪽은 둥근 획으로 형성된다. 위와 아래에서 두 획은 각을 이루며 만난다. 다른 소문자들도 유사한 형태를 가진다.
- 대문자는 둥근 ⟨c⟩ 모양 또는 ⟨s⟩ 모양의 획으로 구성된다.

여기에 AMS 오일러체 프락투어 글꼴을 사용하여 프락투어로 된 전체 음소문자가 있다(긴 s와 샤프 s ⟨ß⟩ 제외):
{\displaystyle {\mathfrak {A}}{\mathfrak {B}}{\mathfrak {C}}{\mathfrak {D}}{\mathfrak {E}}{\mathfrak {F}}{\mathfrak {G}}{\mathfrak {H}}{\mathfrak {I}}{\mathfrak {J}}{\mathfrak {K}}{\mathfrak {L}}{\mathfrak {M}}{\mathfrak {N}}{\mathfrak {O}}{\mathfrak {P}}{\mathfrak {Q}}{\mathfrak {R}}{\mathfrak {S}}{\mathfrak {T}}{\mathfrak {U}}{\mathfrak {V}}{\mathfrak {W}}{\mathfrak {X}}{\mathfrak {Y}}{\mathfrak {Z}}}
{\displaystyle {\mathfrak {a}}{\mathfrak {b}}{\mathfrak {c}}{\mathfrak {d}}{\mathfrak {e}}{\mathfrak {f}}{\mathfrak {g}}{\mathfrak {h}}{\mathfrak {i}}{\mathfrak {j}}{\mathfrak {k}}{\mathfrak {l}}{\mathfrak {m}}{\mathfrak {n}}{\mathfrak {o}}{\mathfrak {p}}{\mathfrak {q}}{\mathfrak {r}}{\mathfrak {s}}{\mathfrak {t}}{\mathfrak {u}}{\mathfrak {v}}{\mathfrak {w}}{\mathfrak {x}}{\mathfrak {y}}{\mathfrak {z}}}

### 쿠르시바
쿠르시바는 매우 다양한 형태의 흑자체를 지칭한다. 현대 필기체와 마찬가지로, 실제 표준 형태는 없다. 14세기에 텍스투알리스의 간소화된 형태로 발전했으며, 헌장을 작성하는 데 사용된 텍스투알리스 형태의 영향을 받았다. 쿠르시바는 부분적으로 양피지보다 부드러운 종이의 도입 때문에 발전했다. 따라서 종이에 필기체로 빠르게 쓰는 것이 더 쉬웠다.
쿠르시바에서는 특히 ⟨f⟩와 ⟨s⟩ 글자에서 디센더가 더 자주 나타나며, 어센더는 수직이 아니라 구부러지고 고리 모양이다(특히 ⟨d⟩ 글자에서 볼 수 있다). ⟨a⟩, ⟨g⟩, ⟨s⟩ (단어 끝에서) 글자들은 카롤링거체 형태와 매우 유사하다. 그러나 이러한 모든 특징이 모든 쿠르시바 예시에서 발견되는 것은 아니므로, 특정 서체가 쿠르시바라고 불릴 수 있는지 여부를 결정하기 어렵다.
리프팅크는 또한 쿠르시바를 세 가지 스타일로 나누었다: littera cursiva formata는 가장 읽기 쉽고 캘리그래피적인 스타일이었다. littera cursiva textualis (또는 libraria)는 표준 책을 쓰는 데 사용되는 일반적인 형태였으며, 일반적으로 더 큰 펜으로 쓰여져 더 큰 글자를 만들었다. littera cursiva currens는 교과서 및 기타 중요하지 않은 책에 사용되었으며 형태에 대한 표준화가 거의 없었다.

### 하이브리다
하이브리다(Hybrida)는 바스타르다체(특히 프랑스에서)라고도 불리며, 이름에서 알 수 있듯이 문자 형태의 하이브리드이다. 15세기 초에 개발된 텍스투알리스와 쿠르시바의 혼합체이다. 텍스투알리스에서 수직 어센더를 빌려왔고, 쿠르시바에서는 긴 ⟨f⟩와 ⟨ſ⟩, 단일 루프 ⟨a⟩, 그리고 열린 디센더를 가진 ⟨g⟩(카롤링거체 형태와 유사)를 빌려왔다.

### 도나투스-칼렌더
도나투스-칼렌더(Donatus-Kalender, 도나투스-운트-칼렌더 또는 D-K라고도 알려짐)는 요하네스 구텐베르크가 1450년대 초부터 현존하는 가장 초기 인쇄물에 사용한 금속 활자 디자인의 이름이다. 이 이름은 라틴어 문법서인 아이리우스 도나투스의 아르스 그라마티카와 칼렌더(달력)라는 두 작품에서 따왔다. 이는 텍스투라의 한 형태이다.

## 흑자체 조판
안티쿠아체 글꼴이 16세기 프랑스 인쇄업자 이래로 일반적으로 로만체와 이탤릭체의 조합인 반면, 흑자체 글꼴은 유사한 구별이 발전하지 않았다. 대신, 강조를 위해 자간 (독일어 Sperrung)을 사용한다. 흑자체에 자간이 적용될 때, ⟨ch⟩, ⟨ck⟩, ⟨tz⟩ 또는 ⟨ſt⟩와 같은 합자는 추가 자간 없이 함께 유지된다 (그러나 ⟨ſt⟩는 분해된다).
강조를 위해 볼드체를 사용하는 것도 흑자체 글꼴에는 이질적이다.
다른 언어, 특히 라틴어를 포함한 로망스어에서 온 단어는 일반적으로 흑자체 대신 안티쿠아체로 조판된다. 흑자체 텍스트 내에서 외래어 단어나 구절을 안티쿠아체로 설정하는 관행은 해당 언어에 편입된 차용어에는 적용되지 않는다.

## 국가별 형태

### 잉글랜드

#### 텍스투알리스

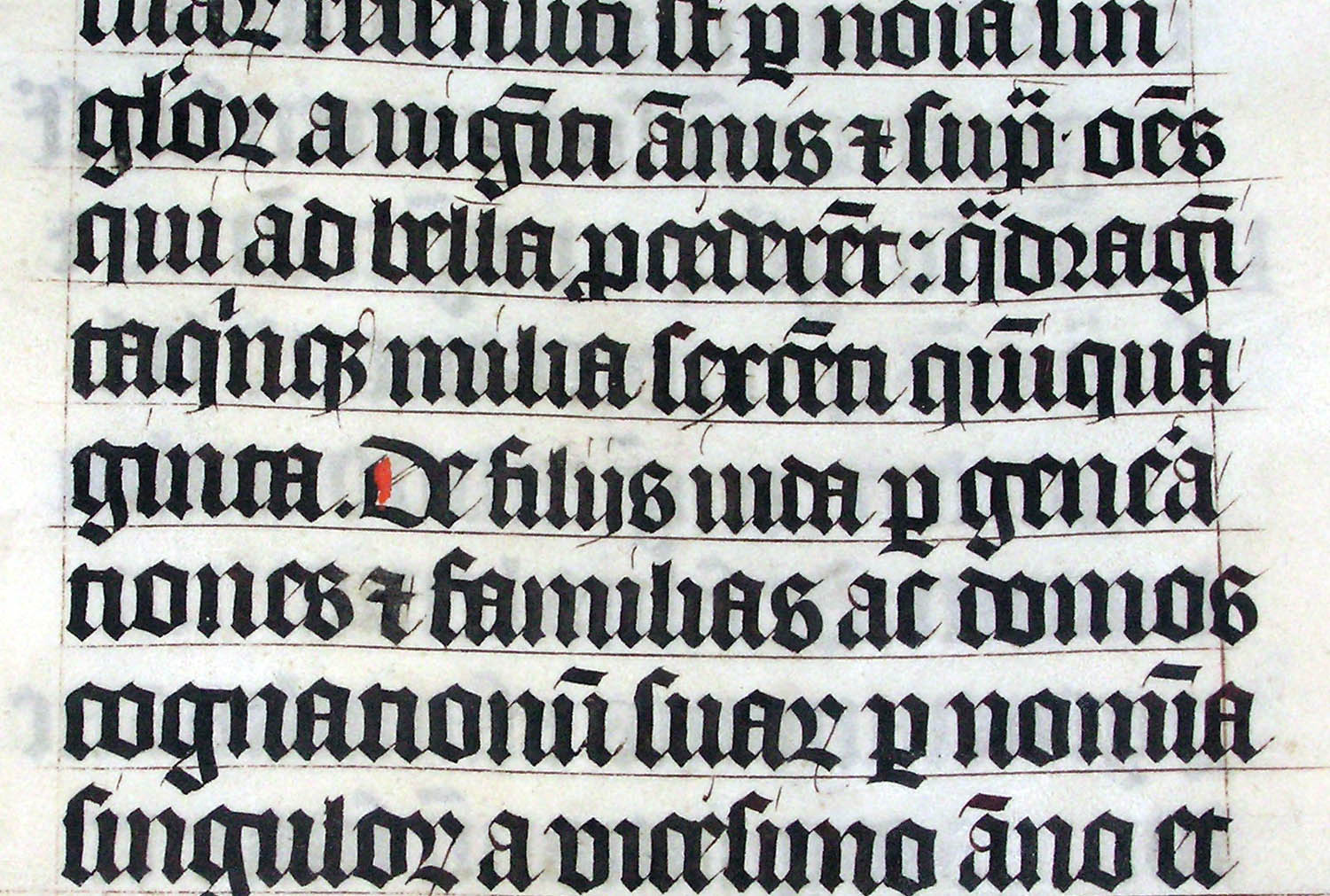
1407년 AD 라틴어 성경에 쓰인 흑자체. 잉글랜드 윌트셔 맬스베리 수도원에 전시되어 있다.

영어 흑자체는 노르만인의 잉글랜드 정복 이후 그곳에서 사용된 카롤링거 소문자의 형태에서 발전했으며, 때때로 "로마네스크 소문자"라고 불린다. 텍스투알리스 형태는 1190년 이후에 발전하여 대략 1300년까지 가장 자주 사용되었고, 그 후에는 주로 고급 필사본에 사용되었다. 영어 형태의 흑자체는 광범위하게 연구되었으며 여러 범주로 나눌 수 있다. 텍스투알리스 포르마타("고대 영어" 또는 "흑자체"), 텍스투알리스 프레시사(또는 텍스투알리스 시네 페디부스, 일반적으로 미님에 발이 없기 때문에), 텍스투알리스 콰드라타(또는 프살테리알리스) 및 세미-콰드라타, 그리고 텍스투알리스 로툰다는 고품질 포르마타 스타일의 흑자체 다양한 형태이다.
옥스퍼드 대학교는 13세기와 14세기 초에 littera parisiensis를 차용했고, littera oxoniensis 형태는 파리 counterpart와 거의 구별할 수 없지만, 파리 서체에서 마지막 위치에 사용된 긴 ⟨s⟩ 대신 숫자 ⟨8⟩을 닮은 둥근 마지막 ⟨s⟩ 형태와 같은 몇 가지 차이점이 있다.

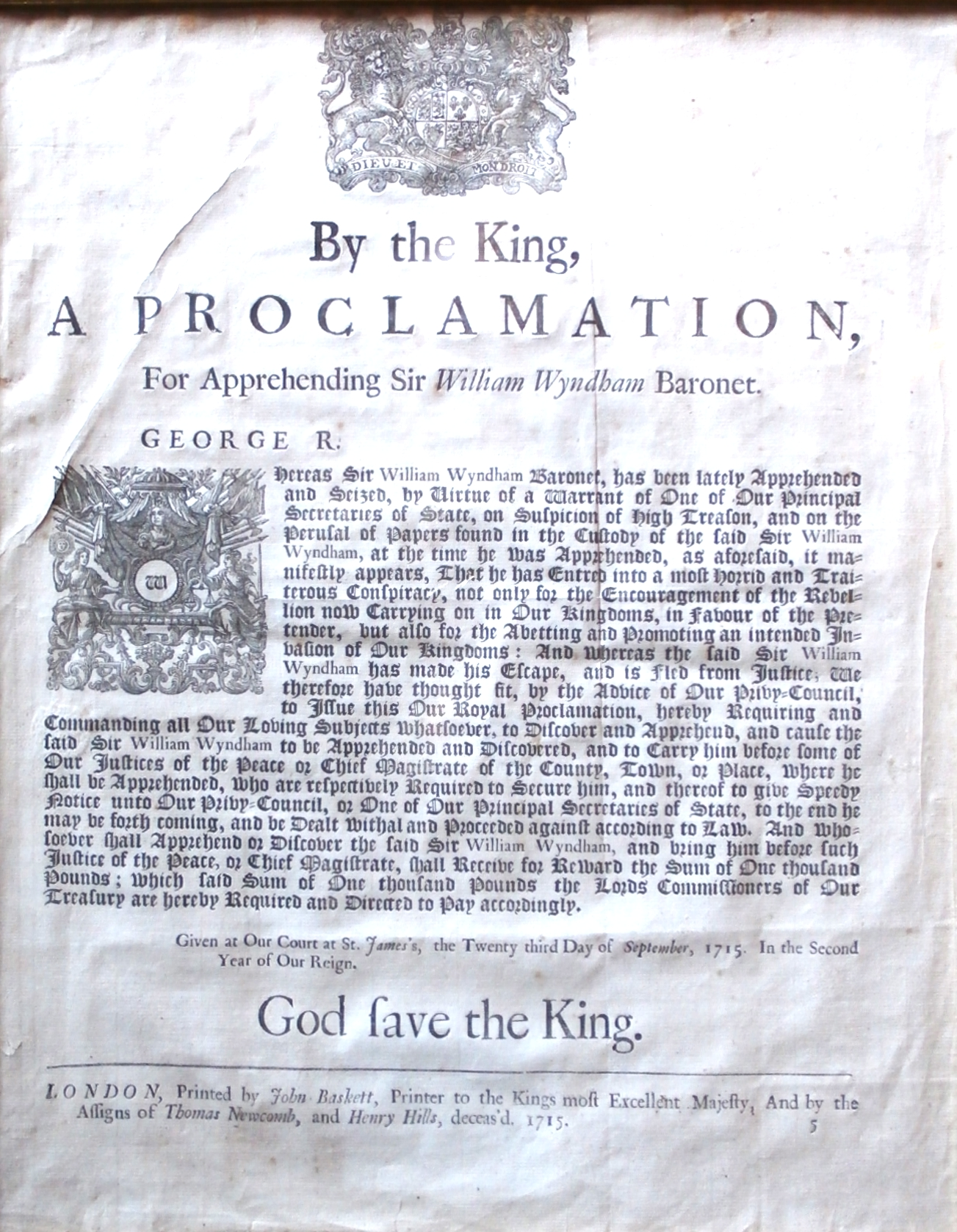
1715년 전단지로, 주 텍스트는 흑자체 글꼴로 되어 있으며, 자코바이트 지도자인 윌리엄 윈덤 경의 체포를 위한 왕실 선언을 공표한다.

15세기 후반과 16세기 초반의 인쇄업자들은 일반적으로 흑자체 글꼴을 사용했지만, 르네상스 취향의 영향으로 로만체 글꼴이 인기를 얻어 약 1590년경에는 대부분의 인쇄소에서 로만체로 전환했다. 그러나 흑자체는 (특히 교육 수준이 낮은 사회 계층에게) 더 쉽게 읽을 수 있다고 여겨졌고, 따라서 공표문이나 영국 의회법과 같이 널리 배포될 목적으로 만들어진 문서, 그리고 발라드, 기사도 로맨스, 농담집과 같이 일반 대중을 대상으로 하는 문학에 17세기 내내 그리고 18세기까지 계속 사용되었다.
초서의 작품들은 15세기 후반에 흑자체로 인쇄되었으나, 이후에는 로만체로 인쇄되는 경우가 더 많아졌다. 호러스 월폴은 1781년에 "나는 고트족이지만 너무 현대적인 고트족이라 흑자체를 싫어하고, 초서를 그의 언어와 의상보다 존 드라이든과 배스커빌체로 보는 것을 더 좋아한다"고 썼다.

#### 쿠르시바
영어 쿠르시바(Cursiva Anglicana)는 13세기에 사용되기 시작했으며, 곧 littera oxoniensis를 표준 대학 서체로 대체했다. 가장 초기의 필기체 흑자체 형태는 안글리카나(Anglicana)로, 매우 둥글고 고리 모양의 서체였으며, 더 각지고 모서리진 형태인 Anglicana formata도 있었다. 포르마타 형태는 15세기까지 사용되었으며 토착 언어 텍스트를 쓰는 데도 사용되었다. Anglicana bastarda 형태는 안글리카나와 텍스투알리스의 혼합에서 발전했지만, 16세기까지 잉글랜드에서 주로 사용된 필기체 흑자체는 이탈리아에서 기원하여 프랑스를 거쳐 잉글랜드로 들어온 서기체였다. 서기체는 다소 무질서한 모습을 하고 있으며, ⟨a⟩, ⟨g⟩, ⟨r⟩, ⟨s⟩ 글자 형태는 독특하며 다른 영어 서체에서는 찾아볼 수 없는 형태이다. 이 영어 필기체 고딕 형태의 유산은 일부 법적 기록에 사용된 법정체로 18세기까지 일반적인 사용에서 살아남았다.

### 프랑스

#### 텍스투알리스
프랑스어 텍스투알리스는 다른 국가 형태에 비해 키가 크고 좁았으며, 13세기 후반 파리에서 가장 완전하게 발전했다. 13세기에는 소형 성경을 쓰는 데 사용되는 매우 작은 버전의 텍스투알리스도 있었는데, "진주체"로 알려져 있다. 이 세기의 또 다른 프랑스 텍스투알리스 형태는 신 파리 대학교에서 개발된 서체인 littera parisiensis로, 크기가 작고 캘리그래피적이지 않으면서 빠르게 쓸 수 있도록 고안되었다.

#### 쿠르시바
프랑스 쿠르시바는 13세기부터 16세기까지 사용되었으며, 이 시기에 매우 고리 모양으로 흐트러지고 기울어졌다. 쿠르시바와 텍스투알리스의 "하이브리드" 혼합체인 바스타르다는 15세기에 발전했으며, 라틴어뿐만 아니라 토착 언어 텍스트에도 사용되었다. 부르고뉴에서는 더 각진 형태의 바스타르다가 사용되었는데, 시도서와 같은 장 1세 드 베리 공작의 가장 호화로운 기도서에 사용된 lettre de forme 또는 lettre bourgouignonne가 그것이다.

### 독일

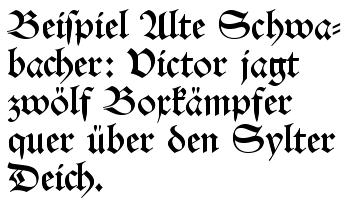
슈바바허 글꼴. 텍스트는 팬그램이다: "Beispiel Alte Schwabacher: Victor jagt zwölf Boxkämpfer quer über den Sylter Deich." 대략 영어로 번역하면 "구형 슈바바허의 예시: 빅터가 질트섬 제방을 가로질러 12명의 복서를 쫓는다."이다.

흑자체가 독일어와 자주 연관됨에도 불구하고, 이 문자는 독일어권 지역에서 실제로 매우 느리게 발전했다. 프랑스에 가장 가까운 지역에서 먼저 발전한 다음 13세기에 동쪽과 남쪽으로 퍼졌다. 그러나 독일어권 지역은 흑자체가 가장 오랫동안 사용된 곳이다.
슈바바허 글꼴은 대략 1480년부터 1530년까지 독일에서 지배적이었으며, 이 스타일은 20세기까지 간헐적으로 사용되었다. 가장 중요한 것은, 마르틴 루터의 모든 작품들이 종교 개혁으로 이어졌고, 알브레히트 뒤러의 묵시록(1498) 또한 이 글꼴을 사용했다. 아우크스부르크의 인쇄업자 요한 뱀러가 아마도 1472년에 가장 먼저 이 글꼴을 사용했을 것이다. 이름의 기원은 여전히 불분명하다. 일부는 슈바바흐 마을 출신의 활자 조각가, 즉 외부에서 일하여 슈바바허라고 알려지게 된 사람이 이 글꼴을 디자인했다고 추정한다.

#### 텍스투알리스
독일에서 제작된 텍스투알리스 글꼴은 일반적으로 매우 무겁고 각지며, 글꼴의 모든 발생에서 공통적으로 나타나는 특징적인 특징은 거의 없다. 한 가지 공통적인 특징은 라틴어 ⟨vu⟩ 또는 ⟨uu⟩에 ⟨w⟩ 글자를 사용하는 것이다. 텍스투알리스는 13세기와 14세기에 처음 사용되었으며, 그 후 더 정교하고 장식적이게 되었고, 일반적으로 전례 서적에만 사용되었다.
요하네스 구텐베르크는 1455년에 그의 유명한 구텐베르크 성경에 텍스투알리스 글꼴을 사용했다. 더 둥근 글자를 가진 흑자체인 슈바바허가 곧 일반적인 인쇄 글꼴이 되었지만, 17세기 초에 프락투어로 대체되었다.

#### 프락투어

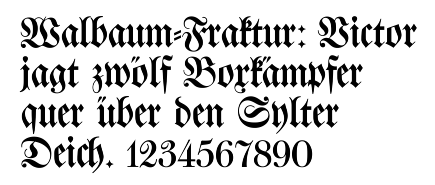
프락투어 글꼴. 텍스트는 유사하게 읽힌다: "Walbaum-Fraktur: Victor jagt zwölf Boxkämpfer quer über den Sylter Deich." ("발바움체: 빅터가 질트 제방을 가로질러 12명의 복서를 쫓는다.")

독일어와 흑자체가 자주 연관됨에도 불구하고, 이 문자는 실제로 독일어권 지역에서 매우 느리게 발전했다. 프랑스에 가장 가까운 지역에서 먼저 발전한 다음 13세기에 동쪽과 남쪽으로 퍼졌다. 그러나 독일어권 지역은 흑자체가 가장 오랫동안 사용된 곳이다.
슈바바허 글꼴은 대략 1480년부터 1530년까지 독일에서 지배적이었으며, 이 스타일은 20세기까지 간헐적으로 사용되었다. 가장 중요한 것은, 마르틴 루터의 모든 작품들이 종교 개혁으로 이어졌고, 알브레히트 뒤러의 묵시록(1498) 또한 이 글꼴을 사용했다. 아우크스부르크의 인쇄업자 요한 뱀러가 아마도 1472년에 가장 먼저 이 글꼴을 사용했을 것이다. 이름의 기원은 여전히 불분명하다. 일부는 슈바바흐 마을 출신의 활자 조각가, 즉 외부에서 일하여 슈바바허라고 알려지게 된 사람이 이 글꼴을 디자인했다고 추정한다.

#### 쿠르시바

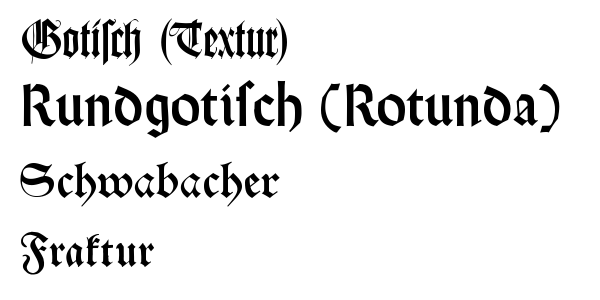
네 가지 일반적인 흑자체 글꼴의 이름이 각자의 스타일로 쓰여 있다

독일 쿠르시바는 다른 지역의 필기체와 유사하지만, ⟨a⟩, ⟨s⟩ 및 다른 글자들의 형태가 더 다양하다. 여기에서도 ⟨w⟩ 글자가 자주 사용된다. 텍스투알리스와 유사한 사각형 비율을 가지면서도 고리 모양의 글자가 적은 하이브리다 형태는 15세기와 16세기에 사용되었다.
18세기에는 흑자체 필기체에 뾰족한 깃펜(넓고 평평한 팁이 있는 깃펜과 대조됨)이 채택되었다. 20세기 초에는 쥐털린체가 학교에 도입되었다.

### 이탈리아

#### 로툰다
이탈리아어 흑자체는 북부 인쇄소에서 생산된 것보다 각이 덜하여 로툰다체라고도 알려져 있다. 이탈리아 로툰다체의 가장 흔한 형태는 13세기 볼로냐 대학교에서 사용된 littera bononiensis였다. 물기(biting)는 로툰다체에서 흔한 특징이지만, 끊김(breaking)은 그렇지 않다.
이탈리아 로툰다체는 또한 활 아래에 선이 있는 ⟨q⟩가 qui를 나타내는 것과 같은 독특한 약어와, ⟨s⟩ 대신 ⟨x⟩(miles 대신 milex)와 같은 특이한 철자법으로 특징지어진다.

#### 쿠르시바
이탈리아 필기체는 13세기 서기관들이 사용하던 서체에서 발전했다. 더 캘리그래피적인 형태는 미누스콜라 칸첼레레스카 이탈리아나(또는 단순히 칸첼레레스카, 찬서리 핸드)로 알려져 있으며, 14세기에 헌장보다는 책을 쓰는 데 사용되는 북핸드로 발전했다. 칸첼레레스카는 프랑스의 바스타르다체와 잉글랜드의 서기체 발전에 영향을 미쳤다.

### 네덜란드

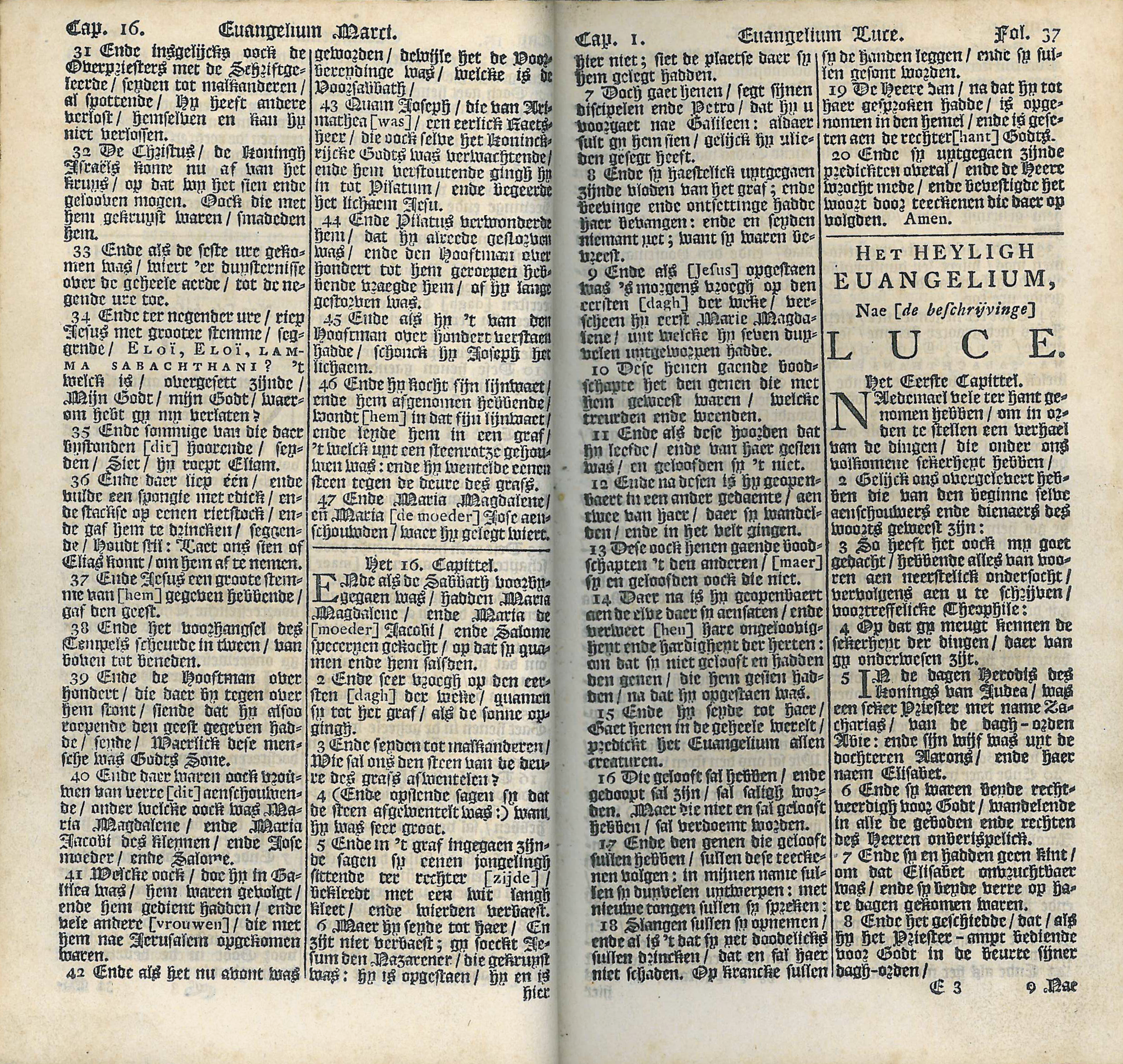
1853년 신약성경 네덜란드판에서 텍스투알리스가 안티쿠아체와 일부 혼용되어 사용됨

#### 텍스투알리스
고티쉬(Gotisch) 또는 "고딕 스크립트"로 흔히 알려진 텍스투알리스 형태는 15세기부터 일반 출판물에 사용되었지만, 17세기에는 공식 문서 및 종교 출판물로 제한되었다. 성경의 국가 번역판에는 19세기까지 사용되었지만, 그 외에는 구식화되었다.

## 유니코드
수학 흑자체 문자는 유니코드에 수학 알파벳 기호 범위(U+1D504-1D537 및 U+1D56C-1D59F (볼드체))에 별도로 인코딩되어 있으며, 문자꼴 기호 범위에 이미 인코딩된 개별 문자(U+017F의 긴 s 포함)는 예외이다. 해당 범위를 지원하는 글꼴로는 코드2001, 캄브리아 수학, 노토 산스 수학, 퀴비라(텍스투라 스타일)가 있다.
이 문자 블록은 흑자체 문자를 다른 글자 스타일과 대조하여 수학 텍스트를 설정하는 데 사용하기 위한 것이다. 수학 외적으로는 이 문자 집합이 제한적인 장식 용도로 사용되기도 했지만, 일반 텍스트에 필요한 문장 부호 및 기타 문자가 부족하며, 비수학적 자료를 흑자체로 설정하기 위한 유니코드 표준은 일반 라틴어 코드 포인트를 전용 흑자체 글꼴과 함께 사용하는 것이다.
수학적 프락투어:
𝔄 𝔅 ℭ 𝔇 𝔈 𝔉 𝔊 ℌ ℑ 𝔍 𝔎 𝔏 𝔐 𝔑 𝔒 𝔓 𝔔 ℜ 𝔖 𝔗 𝔘 𝔙 𝔚 𝔛 𝔜 ℨ 
𝔞 𝔟 𝔠 𝔡 𝔢 𝔣 𝔤 𝔥 𝔦 𝔧 𝔨 𝔩 𝔪 𝔫 𝔬 𝔭 𝔮 𝔯 𝔰 𝔱 𝔲 𝔳 𝔴 𝔵 𝔶 𝔷
수학적 볼드 프락투어:
𝕬 𝕭 𝕮 𝕯 𝕰 𝕱 𝕲 𝕳 𝕴 𝕵 𝕶 𝕷 𝕸 𝕹 𝕺 𝕻 𝕼 𝕽 𝕾 𝕿 𝖀 𝖁 𝖂 𝖃 𝖄 𝖅 
𝖆 𝖇 𝖈 𝖉 𝖊 𝖋 𝖌 𝖍 𝖎 𝖏 𝖐 𝖑 𝖒 𝖓 𝖔 𝖕 𝖖 𝖗 𝖘 𝖙 𝖚 𝖛 𝖜 𝖝 𝖞 𝖟
참고: (위 내용은 일부 웹 브라우저에서는 완전히 렌더링되지 않을 수 있습니다.)

## 같이 보기
- 캘리그래피